# Genial Oliver
Genial Oliver o Vicente el genial (en el francés original, Génial Olivier y, al principio, M. Rectitude et Génial Olivier) es una serie de historieta humorística sobre un niño prodigio. Escrita y dibujada por Jacques Devos, apareció por primera vez en la revista Spirou en 1963 y duró un cuarto de siglo, finalizando con la jubilación de Devos en 1988.
La serie consistió principalmente en gags de una página e historietas cortas que alcanzaban varias páginas. Ofreció pocas aventuras largas. Destacó por los juegos de palabras y los chascarrillos.

## Premisa
Olivier Delabranche es un genio científico que va muy por delante de su tiempo y su propia edad. Super ordenadores, varios tipos de transporte, robots, hologramas que parecen vivos, incluso el elixir de la juventud: ha inventado todo eso y más. Ya se trate de química o tecnología, la ciencia tiene pocos secretos de él. Podría optar a una docena de premios Nobel en esas materias y ¡todavía no es más que un adolescente!
Olivier es de hecho un niño de alrededor de 10 años. Desafortunadamente, sus esfuerzos no son nada apreciados por el mundo de los adultos, incluyendo a sus padres y profesores. Aunque, tal vez, debería estar en colegio avanzado donde su talento se pudiera desarrollar (como si lo necesitase) o incluso en una Universidad de élite, Oliver todavía está atascado en una corriente escuela de primaria.
La razón de ello es que, si exceptuamos la ciencia, en todos los demás aspectos es un poco zopenco. En historia, geografía, ortografía y gramática, Olivier se encuentra en la parte inferior de la clase para desesperación de su profesor, el señor Rectitude.

## Argumento
La mayoría de las historias giran en torno a la relación entre el pequeño genio y su mucho más realista profesor, con el cual está enzarzado en una guerra de nervios (nervios es una palabra clave en lo se refiere a profesores). Mientras que el Sr. Rectitude trata desesperadamente de mantener la disciplina, Oliver aparece por la escuela con toda clase de inventos que generan el caos. (Como si se quisiese enfatizar el conflicto entre el maestro y su pupilo, la serie fue rebautizada como M. Rectitude et Génial Olivier cuando se publicó en formato álbum).

## Personajes
Olivier Delabranche
Niño prodigio y brillante inventor. Sus creaciones han incluido dispositivos anti-gravedad, clones completamente maduros, máquinas del tiempo e incluso una nave espacial más rápida que la luz. Sin embargo, al igual que en la mayoría de los niños, su personalidad tiene un lado travieso. Muchos de sus inventos se construyen con el fin de gastar bromas a los otros niños y adultos y, en ocasiones, ha convertido toda la escuela en un campo de pruebas. Sin embargo, cuando se trata de otras materias, es un completo zopenco. 
Sr. Arsène Rectitude
Es el profesor del colegio de Olivier. Como la mayoría de los adultos, no aprecia plenamente el genio de su alumno o los inventos que se le ocurren, sobre todo cuando los emplea para ponerle de los nervios, lo que sucede muy habitualmente. Castiga como consecuencia una y otra vez al niño prodigio, quien recurre a su vez a más inventos para vengarse. Sin embargo, Sr. Rectidude se interroga a sí mismo sobre cómo podría arreglar la situación. 
Flaffa
es el mejor amigo de Olivier y se sienta a su lado en clase. A veces le pide ingenuamente ayuda a su amigo con las chicas o los matones. Su actitud hacia los inventos de su amigo es variable. Le gusta el humor y la confusión que resulta de su uso, pero en otros momentos no predice nada más que desastres. Sus pronósticos tienden a cumplirse con Flaffa compartiendo castigo por ello. Flafla tiene buen ojo para las damas y Olivier a veces le chantajea para que le ayude a probar sus inventos con la amenaza de hablarle a sus novias a una de las otras. 
Absalon Bisconton
Es el musculoso matón del cole. Prefiere ejercitar la fuerza antes que el cerebro. De actitud agresiva, se dedica a golpear a otros alumnos y a Olivier en particular, por puro capricho. Muchos de los inventos de Olivier van dirigidos por lo tanto contra él. Lleva una camisa rosa y pantalones de colores a rayas. Es el hijo del profesor de Educación Física (originalmente un policía) del que muy probablemente ha heredado la fuerza y la inteligencia. 
Berta
Es la novia de Olivier y, como tal, puede ser bastante celosa y posesiva, especialmente cuando otras chicas miran a Olivier con admiración. A menudo recurre a Olivier para un nuevo conjunto, corte de pelo o algo por el estilo para mejorar su apariencia. Ni que decir tiene, las cosas no siempre salen según lo previsto y, en vez de un beso agradecido, Olivier termina con un tortazo o un bolsazo de Berta.
El director y el jefe de estudios
Apenas pueden hacer otra cosa que mirar las faenas y el caos desatados por Olivier, con los consiguientes daños para su escuela, y el desánimo entre su personal. La situación se torna todavía más extrema cuando el inspector del Ministerio de Educación realiza alguna visita inesperada. 
Alphonse
Es el conserje de la escuela, que fue lancero y está casado con la limpiadora Leocadia. Es un hombre ingenuo, al que le cuesta darse cuenta de lo que está sucediendo o quién es el responsable de los extraños sucesos que ocurren en la escuela como consecuencia de los inventos de Olivier, lo que le convierte en un objetivo ideal de los mismos. Al final, le toca poner remedio al caos resultante.  
Philémon Delabranche
Es el padre de Olivier. A veces se aprovecha de los inventos de su hijo, a pesar de que no siempre dan los resultados deseados o tienen consecuencias inesperadas. Fue su hermano, el Tío Alfred, quien regaló a Olivier su primer juego de química, y aunque hay pocos detalles de lo que sucedió después, se sabe que Alfredo se vio obligado a abonar parte de la factura resultante, y Philémon estaría sin hablar con él durante seis meses.

## Álbumes
1. L'école en folie 1974

2. Le génie et sa génération 1975

3. Génie, Vidi, Vici 1976

4. Un généreux génie gêné 1977

5. Le génie se surpasse 1984

6. Un ingénieux ingénieur génial 1978

7. Le passé recomposé 1979

8. Electrons, molécules et pensums 1980

9. L'électron et le blason 1981

10. Un génie ingénu 1982

11. Génie, péripéties et facéties 1983

12. Un génie est chez nous 1984

13. Un génie gai nickelé 1985

14. Un génie un peu nigaud 1986

15. Hi.Fi. Génie 1987

16. Le génie sans bouillir 1988

17. Le génie se multiplie 1989

18. Génial Olivier 1963

19. Le retour du génial Olivier 1964

20. Olivier baby-sitter 1966